# Anachipteria aegyptiaca
Anachipteria aegyptiaca är en kvalsterart som beskrevs av Abdel-Hamid 1964. Anachipteria aegyptiaca ingår i släktet Anachipteria och familjen Achipteriidae. Inga underarter finns listade i Catalogue of Life.